# Rocksmith
Rocksmith è un videogioco musicale prodotto dalla Ubisoft e basato sulla tecnologia di Guitar Rising. L'obiettivo principale del gioco è la caratteristica unica che permette ai giocatori di collegare qualsiasi chitarra elettrica alla console e suonarla. In Nord America, il titolo è disponibile per PlayStation 3 e Xbox 360. Una versione per Microsoft Windows è stata ripetutamente posticipata, ed è stata pubblicata il 16 ottobre 2012 per poi essere subito ritirata a causa della mancanza del codice di attivazione nella scatola. La successiva data di uscita è stata annunciata per il 29 novembre dello stesso anno.
Un'espansione che rende compatibile l'utilizzo del basso è stato reso disponibile il 14 agosto 2012. Una seconda espansione che integra l'espansione del basso ed inserisce perfezionamenti aggiuntivi è stata resa disponibile il 16 ottobre 2012.
Il seguito, Rocksmith 2014, è stato messo in commercio il 24 ottobre 2013.

## Modalità di gioco
Il gameplay del gioco ricalca quello di Guitar Hero e di Rock Band, ma con l'impossibilità di perdere e la progressione di volta in volta quando si fa una sezione al 100%.